# Các cuộc nội chiến La Mã
Có nhiều khái niệm về các cuộc nội chiến ở La Mã cổ đại, chủ yếu là vào cuối thời kỳ Cộng hòa. Nổi tiếng nhất là cuộc chiến vào những năm 40 TCN giữa Julius Caesar và phe Optimates do các nguyên lão bảo thủ, đứng đầu bởi Pompey, tiếp đến là cuộc chiến giữa những người kế nhiệm Caesar, Octavianus và Marcus Antonius vào những năm 30 TCN. Dưới đây là danh sách các cuộc nội chiến thời La Mã cổ đại.

## Thời kỳ cuối Cộng hòa La Mã
- Sự khủng hoảng của Cộng hòa La Mã, một thời kỳ bất ổn kéo dài trong lịch sử La Mã, từ năm 133 TCN đến 44 TCN.
- Chiến tranh Đồng Minh (91-88 TCN), giữa La Mã và các đồng minh Italia - La Mã chiến thắng.
- Nội chiến của Sulla lần thứ nhất (88-87 TCN), giữa các lực lượng ủng hộ Lucius Cornelius Sulla và lực lượng của Gaius Marius - Sulla chiến thắng.
- Chiến tranh Sertorius (83-72 TCN), giữa La Mã và các tỉnh Hispania dưới sự lãnh đạo của Quintus Sertorius - một người ủng hộ Gaius Marius - Sulla chiến thắng.
- Nội chiến của Sulla lần thứ hai (82-81 TCN), giữa các lực lượng ủng hộ Sulla và Marius - Sulla chiến thắng.
- Cuộc nổi loạn của Lepidus (77 TCN), Lepidus nổi loạn chống lại chế độ độc tài Sulla.
- Sự kiện Catilina (63-62 TCN), giữa Viện nguyên lão và những người bất mãn, đứng đầu là Lucius Sergius Catilina - Viện nguyên lão chiến thắng.
- Nội chiến của Caesar (49-45 TCN), giữa Julius Caesar và phe Optimates do Pompey đứng đầu - Caesar chiến thắng.
- Nội chiến Hậu Caesar (44 TCN), giữa quân đội của Viện nguyên lão (đứng đầu là Cicero và sau đó là Octavianus) và quân đội của Antonius, Lepidus cùng các đồng minh - Thỏa thuận bằng việc liên minh lực lượng.
- Cuộc nội chiến của những người Giải phóng (44-42 TCN), giữa Liên minh tam hùng lần thứ 2 và phe Liberatores, (Brutus và Cassius - những người ám sát Caesar) - Tam hùng chiến thắng.
- Cuộc nổi dậy ở Sicilia (44-36 TCN), giữa Liên minh tam hùng lần thứ 2 (cụ thể là Octavianus và Agrippa) và Sextus Pompeius, con trai của Pompey - Tam hùng chiến thắng.
- Chiến tranh Perusine (41-40 TCN), giữa lực lượng của Octavianus và Lucius Antonius và Fulvia (em trai và vợ của Marcus Antonius - Octavianus chiến thắng.
- Cuộc chiến cuối cùng của Cộng hòa La Mã (32-30 TCN), giữa Octavianus, Agrippa và Marcus Antonius, Cleopatra - Octavianus chiến thắng.